# 人間失格
『人間失格』（にんげんしっかく）は、太宰治による中編小説。『ヴィヨンの妻』『走れメロス』『斜陽』に並ぶ太宰の代表作の1つである。1948年（昭和23年）3月より書き始め、4月29日から大宮市大門町の藤沢方に滞在。その13日後の5月12日に脱稿した。太宰は、その1か月後の6月13日に山崎富栄とともに玉川上水で入水自殺した。同年、雑誌『展望』6月号から8月号まで3回にわたって掲載された本作品は、著者死亡の翌月の7月25日、筑摩書房より短編『グッド・バイ』と併せて刊行された。定価は130円。他人の前では面白おかしくおどけてみせるばかりで、本当の自分を誰にもさらけ出すことのできない男の人生（幼少期から青年期まで）をその男の視点で描く。
戦後の売り上げは新潮文庫版だけでも累計発行部数670万部を突破しており、夏目漱石の『こころ』と何十年にもわたり累計部数を争っている。

## 背景
連載最終回の掲載号発売直前の6月13日深夜に太宰が自殺したことから、本作は「遺書」のような小説と考えられてきた。実際、本作のあとに『グッド・バイ』を書いているものの未完であり、完結作としては本作が最後である。体裁上は私小説形式のフィクションでありつつも、主人公の語る過去には太宰自身の人生を色濃く反映したと思われる部分があり、自伝的な小説とも考えられている。しかしながら、太宰の死により、その真偽については不明な部分が多い。
このように「遺書」と受け止められていた本作は、勢いにまかせて書かれたものと長く信じられてきた。この定説を覆す転機となったのは、1998年5月23日に遺族が発見したB5判200字詰めで157枚におよぶ草稿を公開したことである（『新潮』1998年7月号に原文資料掲載）。これら草稿では言葉一つひとつが何度も推敲されており、内容を練りに練りフィクションとして創造した苦労の跡が随所に窺える。また、『新潮』1940年1月号に掲載された『俗天使』には、「あのころの事は、これから五、六年経って、もすこし落ちつけるようになったら、たんねんに、ゆっくり書いてみるつもりである。『人間失格』という題にするつもりである。」とあり、少なくとも1940年代初めには執筆の計画があったようである。さらに主人公の名前である大庭葉蔵は、1935年『日本浪曼派 第一巻第三号』に掲載された『道化の華』に登場している。

## あらすじ
作中で大庭葉蔵の手記とされるのは「第一の手記」「第二の手記」「第三の手記」であり、最初の「はしがき」と最後の「あとがき」は、「私」の体験談とされている。当初「第一の手記」の原稿では、主人公の一人称は「私」であったが、途中で書き直され「自分」となり、結果的に手記全体にわたりその一人称が使われた。

### はしがき
幼年時代・学生時代・奇怪な写真の"三葉"の写真を見比べている。その様子が第三者の視点で書かれている。

### 第一の手記
「自分」は人とはまったく違う感覚を持っており、それに対して混乱し発狂しそうになる。それゆえにまともに人と会話が出来ない「自分」は、人間に対する最後の求愛として道化を演じる。だが、その言い争いも自己弁解もできない「自分」の本性は、女中や下男に犯されるという大人たちの残酷な犯罪を語らず、力なく笑っている人間であった。結果的に「自分」は欺きあいながら、「清く明るく朗らかに」あるいは生きうる自信を持つ人間たちに対する難解さの果てに誰にも訴えない孤独を選んでいた。

### 第二の手記
中学校時代、「自分」は道化という自らの技術が見抜かれそうになり、恐怖する。その後、旧制高等学校において人間への恐怖を紛らわすために、悪友・堀木により紹介された酒と煙草と淫売婦と左翼思想とに浸った。これらはすべて、「自分」にとって醜悪に見える人間の営みから、ひとときの解放をもたらすものだった。
しかし、急激に環境が変わることにつれてさまざまなしがらみから逃れがたくなり、結果として人妻との温かな一夜ののちに、彼女と心中未遂事件を起こす。しかし、「自分」一人が生き残り、自殺幇助罪に問われる。結局、起訴猶予となり、父親と取引のある男を引受人として釈放されるが、混乱した精神状態は続く。

### 第三の手記
一、罪に問われたことをきっかけとして高等学校を放校になり、一時引受人の男の家に逗留することになるが、男に将来どうするのかと詰め寄られて「自分」は家出をする。それをきっかけに子持ちの女性や、バーのマダムらとの破壊的な女性関係にはまりこむことになり、「自分」はさらに深い絶望の淵に立つことになる。しかし堀木とのやり取りを経て「世間とは個人ではないか」という思想めいたものを持つと、世の中に関する用心が和らぎ、漫画家となりルバイヤートの詩句を挿入するようになる。そして、酒を止めよという一人の無垢な女性と知り合い、結婚し一時の幸福を得る「自分」であった。
二、だが、罪の対義語について堀木と対話するなかで、フョードル・ドストエフスキーの『罪と罰』が頭をよぎった直後、彼女は出入りの商人に犯される。「怒りでも無く、嫌悪でも無く、また、悲しみでも無く、物凄く、それも墓地の幽霊などに対する恐怖でもなく、神社の杉木立で白衣の御神体に逢った時に感ずるかも知れないような、古代の荒々しい恐怖感」と表現される凄惨な恐怖に襲われ、あまりの絶望に、酒を浴びるように呑むようになり、ついにある晩、たまたま見つけた彼女が密かに用意していた睡眠薬を用いて、発作的にふたたび自殺未遂を起こす。
なんとか助かったものの、その後は体が衰弱してさらに酒を呑むようになり、東京で大雪の降った晩ついに喀血する。薬屋で処方されたモルヒネの注射液を使うと急激に調子が回復したため、それに味を占めて幾度となく使うようになり、ついにモルヒネ中毒にかかる。モルヒネ欲しさのあまり、何度も薬屋からツケ払いで薬を買ううちにのっぴきならない額となり、ついに薬屋の奥さんと関係を結ぶに至る。その自分の罪の重さに耐えきれなくなり、「自分」は実家に状況を説明して、カネの無心の手紙を送る。
やがて、家族の連絡を受けたらしい引受人の男と堀木がやってきて、病院に行こうと言われる。行き先はサナトリウムだと思っていたら、脳病院へ入院させられる。そして、「断じて自分は狂ってなどいなかった」と主張しつつも、他者より狂人としてのレッテルを貼られたことを自覚し、「自分」はもはや人間を失格したのだ、と確信するに至る。
数か月の入院生活ののち、故郷に引き取られた「自分」は廃人同然となり、不幸も幸福もなく、老女に犯され、ただ時間が過ぎていく。それは、今まで阿鼻叫喚で生きてきたいわゆる「人間」の世界において、たった一つ真理らしく思われた。実年齢では27歳を迎えるが、白髪がめっきり増えたのでたいていは40歳以上に見られると最後に語り、自白は終わる。

### あとがき
あとがきで、「私」がマダムと会い、小説のネタとして提供された葉蔵の手記と写真を見て、その奇怪さから熱中する。「私」がマダムに葉蔵の安否を尋ねると、不明であると告げられる。そして、マダムは「お父さんが悪い」と言い、葉蔵のことを「神様みたいないい子」と語り、小説は幕を閉じる。

## 登場人物
大庭葉蔵
主人公。東北地方の金満家の末息子。子供の時から気が弱く、人を恐れているが、その本心を悟られまいと道化を演じる。画家になるのが夢だったが、父親に逆らえず進学のため上京する。自然と女性が寄ってくるほどの美男子であり、多くの女性と問題を起こす。その後、漫画家となるが、精神疾患と薬物中毒を患う。
竹一
中学校の同級生。葉蔵の道化を見抜く。葉蔵に対し「女に惚れられる」、アメデオ・モディリアーニに霊感を受け書いた陰鬱な自画像を見て「偉い絵画きになる」という二つの予言をする。顔が青膨れで、クラスでもっとも貧弱な体格。
堀木正雄
葉蔵が通う画塾の生徒。葉蔵より6つ年上（26 - 27歳）。葉蔵に「酒」「煙草」「淫売婦」「質屋」「左翼運動」などさまざまなことを教え、奇妙な交友関係を育む。遊び上手。色が浅黒く精悍な印象を与える美男子。下町・浅草で生まれ育っており、実家はしがない下駄屋。
ツネ子
カフェの女給。周りから孤立していて寂しい雰囲気がある。夫が刑務所にいる。広島県出身。葉蔵と入水心中して死亡する。22歳。
シヅ子
雑誌の記者。葉蔵に漫画の寄稿を勧める。痩せていて背が高い。夫とは死別。山梨県出身。28歳。
シゲ子
シヅ子の娘。葉蔵を「お父ちゃん」と呼び懐く。初登場時5歳。
マダム
バアの女主人。女性なのに義侠心のある人。転がり込んできた葉蔵を温かく迎える。目が細く吊り上がっていて、鼻が高く、小柄。のちに手記と写真が送られてくる。
ヨシ子
バアの向かいの煙草屋の看板娘。処女で、疑いを知らぬ無垢な心の持ち主。信頼の天才。色が白く、八重歯がある。初登場時18歳。
ヒラメ（渋田）
古物商。葉蔵の父親の太鼓持ち的な人物。葉蔵の身元保証人を頼まれる。眼つきが鮃に似ており、ずんぐりとした体つきで独身。計算高く、おしゃべり。東北地方出身。40代。
「私」
はしがきとあとがきの作者。京橋のスタンドバアのマダムと知り合いで、小説のネタとして手記と3枚の写真を提供される。

## 受容
外国語訳はドナルド・キーンの英語訳（英訳題："No Longer Human" ）などが有名であるが、海外ではこの作品は少年への性的虐待を表現した小説であるともみなされており、宮地尚子がMike Lewに自身の所属するグループで読んでもらったところ「辛くて読めない」という人まで出現したということを、リチャード・ガートナー著『少年への性的虐待 男性被害者の心的外傷と精神分析治療』の日本語訳解説で語っている。宮地尚子はL・ドゥモースが『親子関係の進化 子ども期の心理発生的歴史学』で乳母からの性的虐待の歴史を研究していることに触れ、日本では女性による性的虐待が性被害とみなされにくいこともあって、少年への性的虐待が別の観点から研究されているのではないかと指摘している。
2007年6月に出版された集英社文庫の新装版では、『週刊少年ジャンプ』で連載する漫画家小畑健が表紙画を担当したことで中高生を中心に話題を呼び、発売から1か月半で75,000部という近代古典文学としては異例の販売数となった。2009年10月には日本テレビ系にて、上記の集英社文庫の企画で6作品のカバーイラストを担当した漫画家たちがキャラクター原案を担当するテレビアニメ「青い文学シリーズ」が放送され、その中の1作としてアニメ化された。キャラクター原案は表紙を担当した小畑健である。
2010年（平成22年）に同小説の映画が公開された。同小説の映画化は初めての試みである。

## 翻案作品

### 映画
太宰治の生誕100年を記念して2009年（平成21年）5月に荒戸源次郎監督が映画化を発表。クランクインは同年7月。2010年（平成22年）2月20日（土曜日）全国主要映画館にて封切りされた。主演は生田斗真。

#### キャスト
- 大庭葉蔵：生田斗真
- 大庭葉蔵（少年時代）：岡山智樹
- 堀木正雄：伊勢谷友介
- 常子：寺島しのぶ
- 良子（よしこ）：石原さとみ
- 武田静子：小池栄子
- 礼子：坂井真紀
- 寿：室井滋
- 平目：石橋蓮司
- 井伏鱒二：緒形幹太
- 中原中也：森田剛
- 堀木の父：麿赤兒
- 堀木の母：絵沢萠子
- 律子：大楠道代
- 鉄：三田佳子

#### スタッフ
- 監督：荒戸源次郎
- 脚本：浦沢義雄、鈴木棟也
- 撮影：浜田毅
- 編集：奥原好幸
- 美術：今村力
- 音楽：中島ノブユキ
- 絵画：寺門孝之
- 衣装デザイン：宮本まさ江
- 企画/製作総指揮：角川歴彦
- 制作プロダクション・配給：角川映画
- 製作：「人間失格」製作委員会（角川映画、ポニーキャニオン、角川書店、ソニーPCL、ジェイ・ストーム、読売新聞）

### テレビアニメ
2009年（平成21年）10月10日より、日本テレビ系列にて放送された「青い文学シリーズ」の中の1作として放送。

### ラジオドラマ
- 2009年（平成21年）5月4日にJ-WAVEで「Art Of Words〜櫻井翔の『人間失格』」を放送。櫻井翔主演。ラジオドラマの他に猪瀬直樹VS櫻井翔のスペシャル対談も放送された。
- 2021年（令和3年）8月1日と8日、TBSラジオ『ラジオシアター〜文学の扉』内で、落語家の立川談春による「人間失格」が放送された。

### 漫画
『人間失格』を原作とした漫画作品。
- 人間失格 - 作画：比古地朔弥。2010年1月、学研コミック文庫（学研パブリッシング）
- 人間失格 - 作画：古屋兎丸。『週刊コミックバンチ』にて連載、同誌の休刊後、『月刊コミック@バンチ』にて連載。
- 人間失格 壊 - 作画：二ノ瀬泰徳。『チャンピオンRED』にて連載。
- 人間失格 - 作画：伊藤潤二、『ビッグコミックオリジナル』2017年第10号から[5]2018年第9号まで連載。
- 漫画 人間失格 - 作画：森禀 2021 文響社

## 派生作品

### 映画
- 新・人間失格 - 放浪する主人公と太宰を生んだ津軽の風土を描く。1978年の映画作品。
- 人間失格 太宰治と3人の女たち - 太宰治と3人の女性との関係について実話を基にした2019年のフィクション作品[6]。

## 本作に影響を受けた出版・音楽作品
- “文学少女”シリーズ - 第1作『“文学少女”と死にたがりの道化（ピエロ）』は『人間失格』を題材にしている。
- 人間・失格〜たとえばぼくが死んだら - 『人間失格』タイトルの使用について、遺族から抗議を受けた。内容自体は本作品と全く関係無いが、主人公の苗字の読みが「おおば[注釈 1]」であることから、少なからず本作品を意識して描かれていると思われる。
- さよなら絶望先生 - 主人公「糸色望」の性格設定は本作品の主人公である大庭葉蔵もしくは太宰治自身をモデルにしており、悩み相談室にて「恥の多い生涯を送ってきました」というセリフを吐いている。
- Rainy Soul - 日本のバンドGARNET CROWによる楽曲。
- 人間失格 - 日本のバンド人間椅子による楽曲。
- 人間失格 - 日本のバンドSOPHIAによる楽曲。
- 人間失覚 - 日本の女性歌手VALSHEによる楽曲。
- 인간실격 - 韓国のバンド알섬による楽曲。
- クビシメロマンチスト 人間失格零崎人識 - 作中主人公（戯言遣い）が殺人鬼のキャラクター・零崎人識を総称して人間失格と呼ぶ。
- 文學少女 - 日本のバンドBURNOUT SYNDROMESによる楽曲、様々な文豪の作品や作品内の言葉が出てくる中の一つに本作の「恥の多い生涯を送ってきました」という一文が使われている。
- 人間失格 - 日本のヴィジュアル系バンドR指定による楽曲。
- 文豪ストレイドッグス - 登場人物太宰治の異能力の名称が「人間失格」である。作中では、触れた相手の異能力を無効化する異能力である。
- 異世界失格 - 太宰と思しき主人公が異世界スリップし、『人間失格』をはじめ太宰作品の文章を口にするパロディ漫画およびそのテレビアニメ化作品。